# Transmisión por fricción

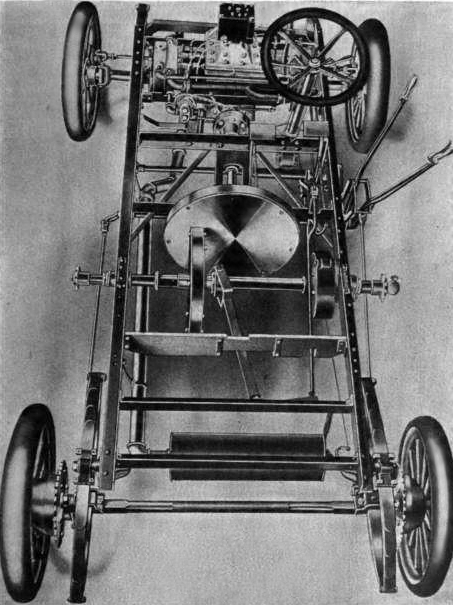
Un automóvil Lambert de 1906 con el sistema de transmisión por fricción a la vista. El disco grande (más cerca de la parte superior) está conectado al motor, mientras que el más pequeño impulsa las ruedas a través de cadenas (que no aparecen en la fotografía)

Una transmisión por fricción utiliza dos discos (dispuestos en planos perpendiculares entre sí) para transferir la potencia del motor a las ruedas motrices o a cualquier otro mecanismo. Es un sistema de transmisión variable continua, dado que al desplazar uno de los discos sobre el otro, se puede modificar la relación de salida gradualmente. Aunque se utilizó en los primeros tiempos del automóvil, hoy en día el sistema se usa más comúnmente en escúteres, en lugar de un sistema de cadena y engranajes. Es mecánicamente idéntico a un integrador de bola y disco, pero está diseñado para manejar valores más altos de par motor.
El sistema consta de dos discos, normalmente de metal, colocados en ángulo recto entre sí. Un disco está conectado al motor, y el otro al mecanismo a accionar. Este segundo disco se coloca de modo que su borde exterior quede presionado contra el disco impulsor y normalmente tiene algún tipo de superficie de alta fricción aplicada a su borde exterior para mejorar la transferencia del par de giro. En los primeros diseños se usaron el papel y el cuero con este propósito. Uno de los discos, normalmente el segundo, está montado sobre un eje que le permite moverse radialmente sobre el disco impulsor, de manera que puede situarse en cualquier posición comprendida entre el centro del otro disco y su perímetro exterior. Mover el segundo disco cambia la relación entre la velocidad de entrada y la de salida. Así, cuando está en el centro, la salida es cero, y cuando está en el borde exterior, se obtiene una relación de giro igual a la existente entre el radio de los dos discos.
Si bien es mecánicamente simple y proporciona una transmisión variable que no requiere embrague, hay una serie de problemas con el diseño que limitan su uso. El primero es que la cantidad de par que se puede transferir es una función del área de contacto entre los dos discos y, por lo tanto, una función del ancho del segundo disco. Aumentar este ancho permite incrementar el par máximo manejable, pero a costa de generar un segundo problema: como la "relación de transmisión" es una función de la distancia desde el centro del disco impulsor, cualquier grosor finito del disco impulsado significa que los bordes interior y exterior están siendo impulsados a diferentes velocidades. Esto provoca una fricción considerable en la superficie de apoyo, la desgasta y emite cantidades significativas de calor. El resultado es que sus características de diseño limitan el uso de este tipo de transmisiones a determinadas aplicaciones con pares motores relativamente bajos.

## En fonógrafos
La transmisión por fricción se ha utilizado con mayor éxito en aplicaciones de baja potencia, como la transmisión para accionar las plataformas giratorias de los fonógrafos.

## En automóviles

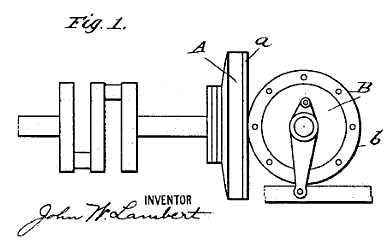
Transmisión de accionamiento por fricción de Lambert. Patente 761384

Los automóviles que usaban este sistema de propulsión incluían el Anglo-Dane, el Arista, el Armadale, el Astra, el Allvelo, el Bukh & Gry, el Cartercar, el Crown 12HP Model Two (1905-1906), el Davis Totem, el Kelsey, el Lambert, el LuLu, el Metz, el Ner-a Car, el Richardson y el Turicum. La transmisión por fricción del Turicum consistía en un disco plano de acero acoplado directamente al motor. Este disco primario impulsaba posteriormente una rueda recubierta de cuero más pequeña orientada normalmente a su superficie. Suponiendo una velocidad de rotación constante en la rueda primaria, la velocidad angular en la superficie del disco aumentaba proporcionalmente a la distancia desde el centro de rotación. Por lo tanto, colocar la rueda más pequeña en diferentes puntos en la superficie de la rueda más grande funcionaba como un reductor de velocidad. Además, dado que no hay limitaciones más allá de las posiciones mínima y máxima, las relaciones de transmisión son infinitamente ajustables. El accionamiento por fricción del Lambert (en la imagen) era similar, pero usaba un disco impulsor revestido de aluminio y una rueda motriz revestida de fibra.

## En locomotoras de ferrocarril
Los tres primeros modelos de la Plymouth Locomotive Works, AL, BL y CL, estaban equipados con un accionamiento por fricción.
Los primeros modelos del equipo de mantenimiento de vía férrea Wickham trolley usaban un motor JAP bicilíndrico en V, que transmitía su potencia al vehículo mediante un gran volante plano y una transmisión por fricción.

## Accionamientos por correa
Una transmisión por correa es una forma de transmisión por fricción, pero generalmente se clasifica por separado del tipo de transmisión por fricción de "disco y rueda".